# Múscul abductor del dit petit del peu
El múscul abductor del dit petit del peu (musculus abductor digiti minimi pedis o abductor digiti quinti) és un múscul existent en la vora lateral del peu. Està relacionat amb les artèries i nervis de la vora del peu.
Té un origen divers, ampli: sorgeix des del procés lateral de la tuberositat de l'os calcani, de l'apòfisi lateral de la tuberositat lateral del calcani, de la part anterior del procés medial, de l'aponeurosi plantar, i des del septe intermuscular entre aquest i el múscul flexor curt dels dits.
El seu tendó, després de superposar-se sobre una faceta suau a la superfície inferior de la base del cinquè metatarsià, s'insereix, amb el múscul flexor curt del dit petit del peu, en del costat fibular (peroné) de la base de la primera falange del dit petit del peu.
La seva funció és la flexió i l'abducció del dit petit del peu cap a l'articulació metatarsofalàngica.
En casos de polidactília, el sisè dit és regit per aquest múscul.

## Galeria d'imatges

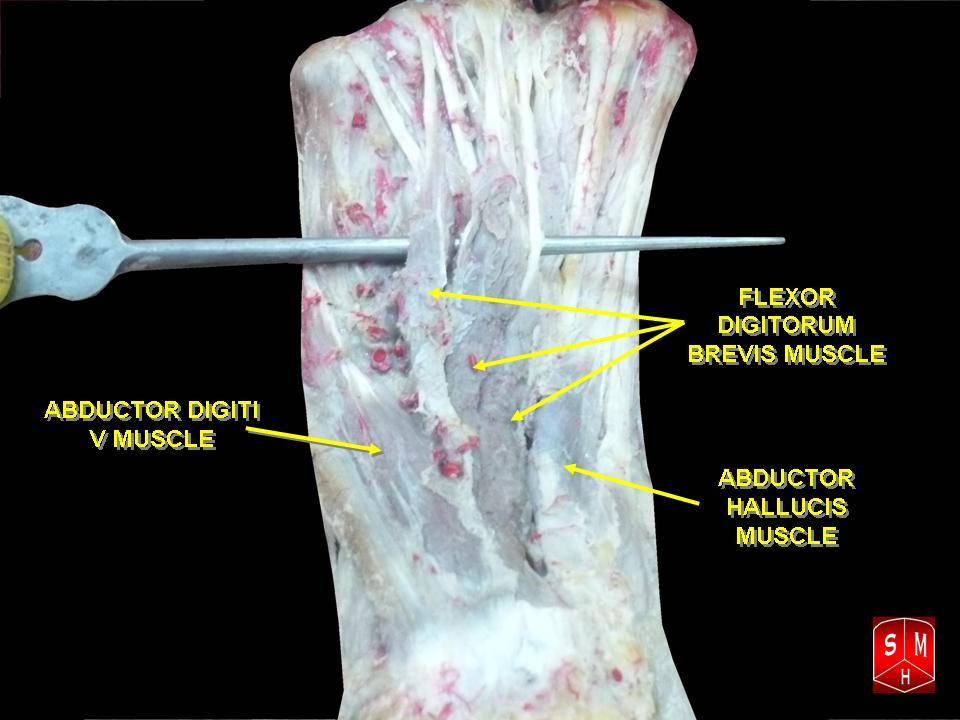
Dissecció dels músculs de la planta del peu; vista inferior.
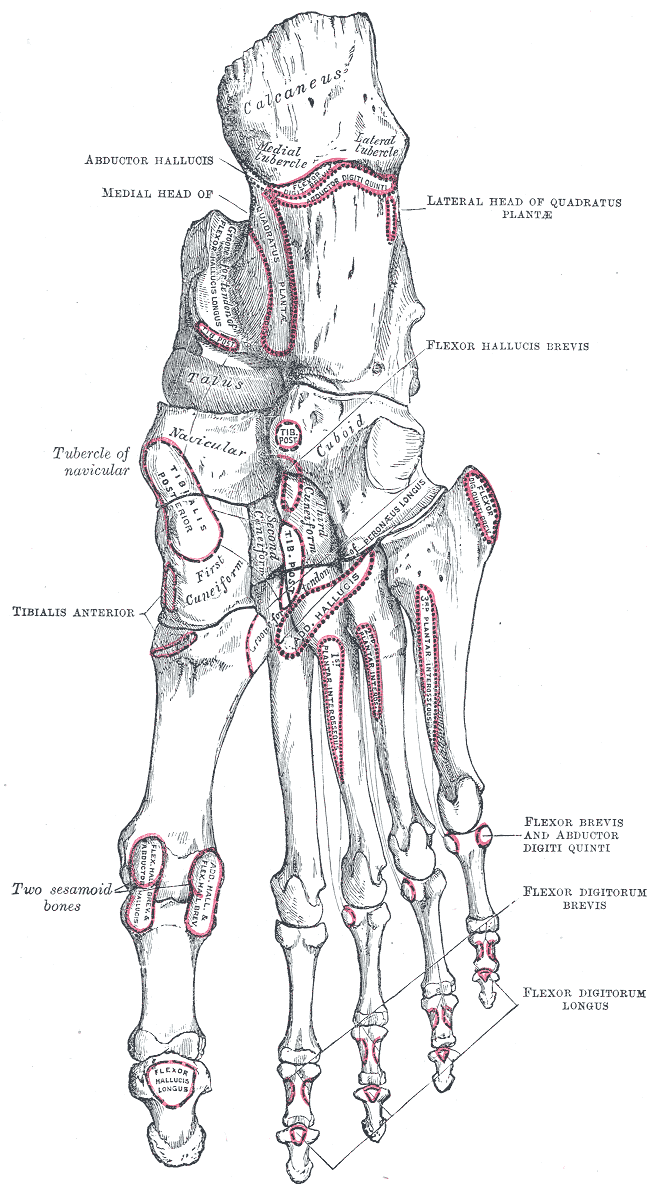
Ossos del peu dret. Vista inferior.
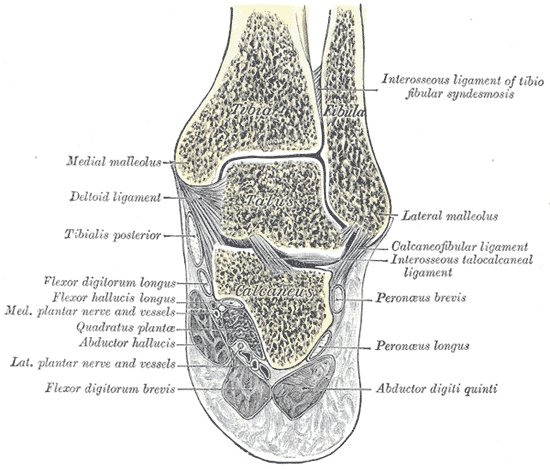
Vista coronal de les articulacions talocrural i talocalcània de la dreta.